# Radio North Sea International

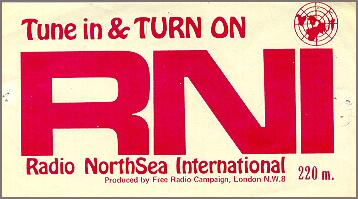

Radio North Sea International, även Radio Noordzee Internationaal, förkortat RNI, var en kommersiell radiostation startad av Edwin Bollier och Erwin Meister, två affärsmän från Schweiz. Stationen startades 1970 och sände på mellanvåg och kortvåg från skeppet Mebo II, ankrat utanför Nederländerna. Stationen saknade formellt sändningstillstånd i något land, men sände från internationellt vatten. Stationen stängdes ner natten mot 31 augusti 1974 efter att en ny piratradiolag trädde i kraft i Nederländerna 1 september samma år.
Stationen sände med en kraftig radiosändare program både på engelska, tyska och holländska. Den blev populär i England vilket ledde till att brittiska myndigheter tidvis skickade ut störningssignlar mot stationens frekvens. Några dagar innan 1970 års brittiska parlamentsval bytte stationen, stödd av Radio Carolines grundare Ronan O'Rahilly namn till Radio Caroline International och bedrev en kampanj mot Labour-regeringen. Labour förlorade valet, men störningarna fortsatte även under konservativt styre. Dess största konkurrent var annars holländska, likadels icke tillståndsgivna Radio Veronica som sänt sedan 1960. RNI råkade flera gånger under dess existens ut för attentat och andra försök att försöka tysta stationen. Mest känt var ett bombattentat utfört av tre män från en mindre motorbåt i maj 1971, vilket ledde till att stationens discjockey Alan West direkt i sändning skickade ut nödanrop. Radio Veronicas ägare Bull Verweij dömdes senare som delaktig i attentatet.